# Heinrich Denzinger
Heinrich Joseph Dominikus Denzinger (ur. 10 listopada 1819 w Lüttich; zm. 19 czerwca 1883 w Würzburgu) – niemiecki teolog katolicki.
Denzinger był profesorem egzegetyki Nowego Testamentu od 1848 r., a od 1854 prof. dogmatyki na uniwersytecie w Würzburgu. W roku 1854 opublikował zbiór źródeł orzeczeń Kościoła katolickiego Enchiridion symbolorum, który po dziś dzień jest ważnym i wciąż uaktualnianym zbiorem orzeczeń Magisterium Kościoła w sprawach dotyczących wiary i moralności.